# Stazione di Delft Campus
La stazione di Delft Campus, fino al 2019 denominata Delft Sud (in nederlandese Delft Zuid), è una stazione ferroviaria secondaria nella città di Delft, Paesi Bassi. È una stazione di superficie passante a due binari sulla linea ferroviaria Amsterdam-Rotterdam.